# Amtsgericht Krotoschin
Das Amtsgericht Krotoschin war ein preußisches Amtsgericht mit Sitz in Krotoschin (Provinz Posen).

## Geschichte
Das königlich preußische Amtsgericht Krotoschin wurde mit Wirkung zum 1. Oktober 1879 als eines von acht Amtsgerichten im Bezirk des Landgerichtes Ostrowo im Bezirk des Oberlandesgerichtes Posen gebildet. Der Sitz des Gerichtes war  Krotoschin. Sein Gerichtsbezirk umfasste den Kreis Krotoschin ohne die Teile, die dem Amtsgericht Koschmin zugeordnet waren. Am Gericht bestanden 1880 sechs Richterstellen. Das Amtsgericht war damit ein großes Amtsgericht im Landgerichtsbezirk. Am Amtsgericht wurde eine Strafkammer gebildet. Gerichtstage wurden in Borek und Kobylin gehalten. Der Amtsgerichtsbezirk kam aufgrund des Versailler Vertrages 1919 zu Polen, und das Amtsgericht stellte seine Arbeit ein. An seine Stelle trat das polnische Sąd Powiatowy w Krotoszynie. Im Jahre 1939 wurde Polen deutsch besetzt. Im Rahmen der Neuorganisation der Gerichte in Ostdeutschland und im ehemaligen Polen wurden das Amtsgericht Krotoschin neu gebildet, nun aber dem Landgericht Lissa zugeordnet.
Im Jahre 1945 wurde der Amtsgerichtsbezirk unter polnische Verwaltung gestellt, und die deutschen Einwohner wurden vertrieben. Damit endete auch die Geschichte des Amtsgerichtes Krotoschin. Unter polnischer Verwaltung entstand das Sąd Rejonowy w Krotoszynie (1950–1975: Sąd Powiatowy w Krotoszynie).